# Michel Spondylès
Michel Spondylès (en grec : Μιχαὴλ Σπονδύλης, appelé Sphrondélès par les historiens latins) est un courtisan byzantin qui occupe les fonctions de gouverneur d'Antioche puis de l'Apulie et de la Calabre dans les années 1020-1030.

## Biographie
Michel Spondylès est un eunuque de la cour et un favori de Constantin VIII (1025-1028), promu lorsque celui-ci accède seul au trône à la mort de Basile II en 1025. En 1027, en dépit de son inexpérience militaire, il est envoyé combattre l'émir d'Alep, Salah ibn Mirdas, qui se livre à des raids contre l'Empire. Néanmoins, il est vaincu et contraint de se réfugier à Antioche. Peu après, il est trompé par un chef tribal arabe, Nasr ibn Musharraf, fait captif par Pothos Argyre. Nasr le convainc de le laisser bâtir une forteresse à al-Maniqa pour y protéger la frontière byzantine. Michel va jusqu'à lui confier une armée de 1 000 hommes pour l'aider dans cette tâche mais, une fois la forteresse terminée, Nasr se détourne des Byzantins et élimine la garnison avec l'aide de l'émir de Tripoli et du gouverneur fatimide local. 
En juillet 1029, Michel Spondylès décide d'attaquer directement Alep, même s'il n'en a pas reçu l'autorisation de l'empereur Romain III Argyre (1028-1034). Encore une fois, c'est un échec. Il tombe dans une embuscade à Kaybar et son camp est pillé par les Arabes. Il doit battre en retraite et conclure un traité avec les Mirdassides. Romain III, mécontent, le démet de ses fonctions et se rend lui-même en Syrie avec Constantin Karanténos, qui prend la place de Michel Spondylès. Pour autant, la venue de l'empereur n'est pas plus fructueuse puisqu'il est battu à la bataille d'Azâz (1030).
Michel Spondylès réapparaît en 1038 quand il accompagne Georges Maniakès dans son expédition en Sicile. Il remplace probablement Constantin Opos comme catépan d'Italie, avant d'être lui-même remplacé par Nicéphore Dokéianos en 1039.